# Partido Democrático de la Nueva Izquierda
El Partido Democrático de la Nueva Izquierda (PDNI) fue un partido político español de carácter socialdemócrata que se originó primero como corriente interna dentro de la coalición Izquierda Unida y que acabó integrándose en el PSOE.

## Historia
En los últimos años de gobierno de Felipe González, la coalición Izquierda Unida, liderada por Julio Anguita, desarrolló una dura política de oposición y desgaste al PSOE y al gobierno que lideraba. En este duro enfrentamiento se llegó a hablar de pinza o colaboración entre los comunistas y los conservadores del Partido Popular pese a que la mayoría de acuerdos legislativos eran acordados entre PP y PSOE. Esto produjo serias críticas en el seno de la coalición izquierdista por parte de los sectores agrupados en la denominada corriente Nueva Izquierda, proclive al acercamiento con el PSOE.
El distanciamiento entre esta corriente y la estrategia seguida por Anguita, que coincidía con la del resto de la formación, derivó en un enfrentamiento cada vez más directo. En 1996, el Partido Popular gana las elecciones generales y en junio de 1997 los tres diputados de IU que pertenecían a Nueva Izquierda se desmarcan del resto del grupo parlamentario y se niegan a rechazar la reforma laboral que creaba el contrato de fomento del empleo indefinido, con despido más barato que el ordinario. La Ejecutiva de IU expulsó a los miembros de Nueva Izquierda de la dirección y sus integrantes decidieron continuar en el Congreso como Partido Democrático de la Nueva Izquierda, esta vez en solitario, a pesar de no haber sido elegidos como diputados bajo esas siglas.
En 1999, el PDNI sellaba un acuerdo electoral con los socialistas para concurrir conjuntamente a las elecciones: este acuerdo permitió la elección de tres diputados en el Congreso, una veintena en los Parlamentos autonómicos y dos en la Eurocámara, así como cerca de trescientos concejales del PDNI en las listas socialistas.
En octubre de 2000, el Consejo Político del PDNI culminaba su acercamiento al PSOE con la decisión de integrarse orgánicamente en las estructuras del Partido Socialista Obrero Español. Esta decisión fue ratificada en el II Congreso Federal de la joven organización, en marzo de 2001, con el 65% de los votos. Sin embargo pequeños sectores no aceptaron esta decisión y formaron dos partidos de corte ecologista, Red Verde en la Comunidad de Madrid y Esquerra Verda - Iniciativa pel País Valencià en la Comunidad Valenciana.
Su secretario general fue el posterior portavoz del Grupo Parlamentario Socialista, exmiembro de Izquierda Unida, Diego López Garrido y su Presidenta la exdiputada por IU y excandidata del PSOE a la Presidencia de la Comunidad de Madrid Cristina Almeida. También pertenecieron a este Ysabel Torralbo, Manuel Alcaraz,  Ricardo Peralta, o Mercedes Gallizo.